# 26698 Maryschroeder
26698 Maryschroeder è un asteroide della fascia principale. Scoperto nel 2001, presenta un'orbita caratterizzata da un semiasse maggiore pari a 2,3098073 au e da un'eccentricità di 0,2591780, inclinata di 25,43692° rispetto all'eclittica.